# ماريا إلينا ساليناس
ماريا إلينا ساليناس (بالإنجليزية: María Elena Salinas)‏ هي كاتِبة وصحفية أمريكية، ولدت في 1954 في لوس أنجلوس في الولايات المتحدة.

## وصلات خارجية
- ماريا إلينا ساليناس على موقع IMDb (الإنجليزية)